# Incitatus
Incitatus (Latijn: “snel” of “in galop”) was volgens de overlevering het lievelingspaard van de Romeinse keizer Gaius Julius Caesar Augustus Germanicus, beter bekend als Caligula (regeerde 37–41 n.Chr.). Het paard is in de antieke en moderne bronnen vooral beroemd om Caligula’s zogenoemde plan om hem te benoemen tot consul, het hoogste ambt in de Romeinse staat.

## Naam en status
Het Latijnse woord incitatus betekent “aangedreven” of “snel bewegend”. Mogelijk was de naam een spottende verwijzing naar een bestaande consul, Asinius Celer, wiens naam “snelle ezel” kan betekenen—een subtiele belediging richting de senaat. Caligula zou het paard publiekelijk in purperen dekens hebben gehuld, een ivoren voederbak hebben gegeven en benoemd hebben tot priester van zijn keizercultus, naast de beruchte ‘consul-designatie’.

## Antieke beschrijvingen
- Suetonius (ca. 121 n.Chr.) schrijft dat Incitatus een marmeren stal, een ivoren voederbak en een halsband van edelstenen bezat. Het dier werd bijgestaan door achttien bedienden en kreeg luxe meubels in zijn “huis” om er gasten te kunnen ontvangen. Volgens Suetonius zou Caligula hem zelfs tot consul benoemen.
- Cassius Dio (ca. 165–235 n.Chr.) meldt dat het paard werden gevoerd met haver vermengd met bladgoud en dat de keizer beloofde hem tot priester én tot consul te maken—al gebeurde dit nooit door Caligula’s gewelddadige dood in januari 41 n.Chr.

## Interpretaties modern onderzoek
Moderne historici twijfelen of Caligula daadwerkelijk van plan was Incitatus formeel consul te maken. De meest gangbare verklaring is dat de anekdote diende als satire: Caligula wilde de competentie van de senaat belachelijk maken door te suggereren dat zijn paard net zo capabel was als de senators zelf. Historicus Aloys Winterling wijst er bijvoorbeeld op dat vele zogenaamd krankzinnige daden van Caligula waarschijnlijk politieke scherts waren, bedoeld om de elite in verlegenheid te brengen en te tonen hoe waardeloos hun ambt was.